# Total Commander
Total Commander – menedżer plików działający w środowisku Microsoft Windows oraz Android, autorstwa szwajcarskiego programisty Christiana Ghislera. Może być używany w zastępstwie systemowego Eksploratora Windows, a nazwą i wyglądem (dwa panele obok siebie) nawiązuje do swojego pierwowzoru ortodoksyjnych menedżerów plików – Norton Commandera.
Pierwsza wersja programu została opublikowana 25 września 1993 pod nazwą Windows Commander. W listopadzie 2002 r. została ona zmieniona na Total Commander w związku z zagrożeniem procesem ze strony Microsoftu, posiadającego prawa do marki Windows.
Liczba legalnych użytkowników programu przekroczyła w 2004 roku 100 tys. osób, ale program cieszy się na świecie znacznie większą popularnością – sprzyja temu rozbudowany zestaw funkcji, ergonomia użytkowania oraz fakt, że jedyną techniczną ochroną przed nielegalnym użytkowaniem jest konieczność kliknięcia przy starcie jednego z trzech losowo wybieranych przycisków. Total Commander nie jest wyposażony w mechanizm, który sprawdzałby, jak długo na danym komputerze używana jest jego niezarejestrowana kopia. Program nie odlicza dni do zakończenia okresu testowego, ani też nie blokuje się po jego przekroczeniu. Natomiast wersja dla urządzeń mobilnych jest oprogramowaniem typu freeware.
Do Total Commandera istnieją również wtyczki rozszerzające funkcjonalności (np. Imagine do podglądu plików graficznych). Dostępna jest polska wersja językowa (tłumaczenia Jacka Dudy).